# Bon Jovi (album)
Bon Jovi è il primo album in studio del gruppo musicale statunitense omonimo, pubblicato nel 1984 dalla Mercury Records.
Prodotto da Tony Bongiovi, è significativo per essere l'unico disco del gruppo in cui è presente una canzone (She Don't Know Me) che non è stata scritta da alcun membro della band. Dopo la pubblicazione di Slippery When Wet del 1986, i brani di Bon Jovi vennero raramente eseguiti dal vivo nei concerti del gruppo, ad eccezione della hit Runaway. Tuttavia, durante il The Circle Tour del 2010, sono state suonate tre canzoni del disco: Roulette, Shot Through the Heart, e Get Ready.
Da Bon Jovi furono estratti tre singoli: Runaway, She Don't Know Me, e Burning for Love (quest'ultimo solo per il mercato giapponese).

## Antefatti
Nel 1980, Jon Bon Jovi iniziò a lavorare ai Power Station Studios, studi di registrazione il cui co-proprietario era suo cugino Tony Bongiovi. Jon registrò qui numerose demo, e le mandò a svariate case discografiche, ma senza ottenere risultati.
Nel 1982, invece, Jon Bon Jovi si recò alla WAPP 103.5FM "The Apple", radio locale del New Jersey. Qui ascoltarono una delle demo di Jon, Runaway, e se ne innamorarono così tanto che decisero di inserirla in una loro compilation di talenti locali. I musicisti che contribuirono alla registrazione del brano, noti come "The All Star Review", furono: i chitarristi Dave Sabo (soprannominato "The Snake") e Tim Pierce, il tastierista Roy Bittan, il batterista Frankie LaRocka, e il bassista Hugh McDonald.
Successivamente, Runaway cominciò ad essere trasmessa nei dintorni di New York, permettendo alla canzone di guadagnare ancora più popolarità. Questo permise a Jon di firmare il suo primo contratto con la Mercury Records, parte della società PolyGram. A quel punto, Jon Bon Jovi necessitava solamente di un gruppo.
Nel marzo del 1983, Jon chiamò il tastierista David Bryan, che a sua volta portò il bassista Alec John Such, insieme un batterista esperto di nome Tico Torres. In quel lasso di tempo, il chitarrista della band rimase Dave Sabo, che in seguito formerà ed entrerà a far parte degli Skid Row. Sabo non fu mai totalmente d'accordo con il sound troppo "glam" che Jon e compagni ricercavano, e per questo venne scalzato dall'arrivo di Richie Sambora. Per il nome ufficiale del gruppo si pensò dapprima a "Victory", ma poi lo staff A&R della Mercury Records fece giustamente notare la popolarità che Jon aveva già raggiunto con il suo nome, convincendo così la band a chiamarsi "Bon Jovi".
I Bon Jovi iniziarono dunque le registrazioni del loro album in studio di debutto (originariamente pensato per intitolarsi Talk Tough, ma poi la casa discografica decise che era più saggio farlo uscire con il nome del gruppo) agli stessi Power Station Studios di Tony Bongiovi, che fu nominato produttore del disco. La maggior parte delle canzoni furono scritte da Jon Bon Jovi, Richie Sambora, e David Bryan: le prime a essere pensate per l'album furono Burning for Love e Come Back.

## Accoglienza
| Recensione     | Giudizio |
| -------------- | -------- |
| Piero Scaruffi |          |
| AllMusic       |          |

Bon Jovi ha ottenuto buon successo, venendo certificato con due dischi d'oro e due dischi di platino per le vendite. Negli Stati Uniti d'America, dove arrivò a vendere più di 2 milioni di copie, si piazzò alla posizione #43 della Billboard 200, e raggiunse la posizione 39 della ARIA Charts australiana. In totale, Bon Jovi è arrivato a muovere circa 3.5 milioni di dischi nel mondo.
L'album ha ricevuto una critica molto positiva dalla rivista Kerrang!, che ha particolarmente lodato anche gli stessi Bon Jovi. La rivista ha inoltre stilato una classifica dei suoi 100 album heavy metal più belli di sempre, inserendo Bon Jovi alla posizione 54.

## Tour promozionale
Per promuovere l'album, il gruppo intraprese il Bon Jovi Tour, partito il 24 settembre 1983 dal Madison Square Garden di New York, come supporter degli ZZ Top, e conclusosi il 5 novembre del 1984 al Le Zènith di Parigi come supporter dei Kiss.

## Tracce
1. Runaway – 3:50 (Jon Bon Jovi, George Karak)
2. Roulette – 4:40 (Jon Bon Jovi, Richie Sambora)
3. She Don't Know Me – 4:02 (Mark Avsec)
4. Shot Through the Heart – 4:25 (Jon Bon Jovi, Jack Ponti)
5. Love Lies – 4:10 (Jon Bon Jovi, David Rashbaum)
6. Breakout – 5:23 (Jon Bon Jovi, Rashbaum)
7. Burning for Love – 3:53 (Jon Bon Jovi, Richie Sambora)
8. Come Back – 3:58 (Jon Bon Jovi, Richie Sambora)
9. Get Ready – 4:08 (Jon Bon Jovi, Richie Sambora)

CD bonus nell'edizione speciale
1. Runaway (Live from Le Zenith, 20/11/1988)
2. Roulette (Live at BBC Friday Rock Show, 1984)
3. Shot Through the Heart (Live in Japan, 1985)
4. Burning for Love (Live in Japan, 1985)
5. Get Ready (Live in Japan, 1985)
6. Breakout (Live from Super Rock '84)
7. Runaway (Live from Super Rock '84)

## Formazione
Gruppo
- Jon Bon Jovi – voce, chitarra, composizione
- Richie Sambora – chitarra, cori, composizione
- Alec John Such – basso, cori
- David Bryan – tastiera, cori, composizione
- Tico Torres – batteria, percussioni

Altri musicisti
- David Grahmme – cori
- Mick Seeley – cori
- Tim Pierce – chitarra
- Aldo Nova – chitarra, tastiera
- Roy Bittan – tastiera
- Doug Katsaros – tastiera
- Hugh McDonald – basso
- Frankie LaRocka – batteria
- Chuck Burgi – percussioni
- George Karak – composizione
- Mark Avsec – composizione
- Jack Ponti – composizione

Produzione
- Tony Bongiovi – produzione
- Lance Quinn – produzione

## Classifiche

### Classifiche
| Classifica (1984) | Posizione massima |
| ----------------- | ----------------- |
| Australia         | 39                |
| Finlandia         | 18                |
| Giappone          | 38                |
| Regno Unito       | 71                |
| Stati Uniti       | 43                |
| Classifica (1987) | Posizione massima |
| Nuova Zelanda     | 18                |
| Spagna            | 24                |

### Classifiche di fine anno
| Classifica (1984) | Posizione |
| ----------------- | --------- |
| Stati Uniti       | 58        |
| Classifica (1987) | Posizione |
| Stati Uniti       | 76        |